# Château de Laval (Lot-et-Garonne)
Pour l’article homonyme, voir Château de Laval.
Le château de Laval a été construit sur le territoire de la commune de Trentels (Lot-et-Garonne).

## Histoire
Les Valens, coseigneurs de Casseneuil, et les Martin d'Aygues-Vives, seigneurs d'Aygues-Vives, sont propriétaires du manoir d'Aygues-Vives et probablement coseigneurs du château de Laval dès le XIVe siècle. Une tour de 6 mètres dans l'œuvre a d'abord été construite. Un bâtiment rectangulaire lui a été ajouté.
En 1469, François de Valens échange le château de Laval avec Bernard d'Albert.
Au début du XVIIe siècle, un bâtiment quadrangulaire est ajouté dans le prolongement du logis. Une tour est ajoutée hors-œuvre où est construit un escalier rampe-sur-rampe. La cour est fermée.
Le château change de propriétaires aux XVIIe et XVIIIe siècles jusqu'au rachat du château par François d'Albert de Laval en 1766. En 1796 le château est vendu à Pierre François Paul Delcy.
Le château est saisi à la Révolution à Joseph d'Albert de Laval. Il a probablement fait construire ou réaménager les ailes latérales. Les dispositions générales du château n'ont pas changé depuis 1830.
Le château a été inscrit monument historique le 19 novembre 1976,.